# Olav Fykse Tveit
Olav Fykse Tveit (né le 24 novembre 1960) est un pasteur et théologien luthérien norvégien. Il est secrétaire général du Conseil œcuménique des Églises (COE) de 2010 à 2020.

## Famille et études
Olav Fykse Tveit a étudié à l'école norvégienne de théologie (Menighetsfakultetet) à Oslo. Il obtient son doctorat en théologie à Oslo en 2002.

## Carrière

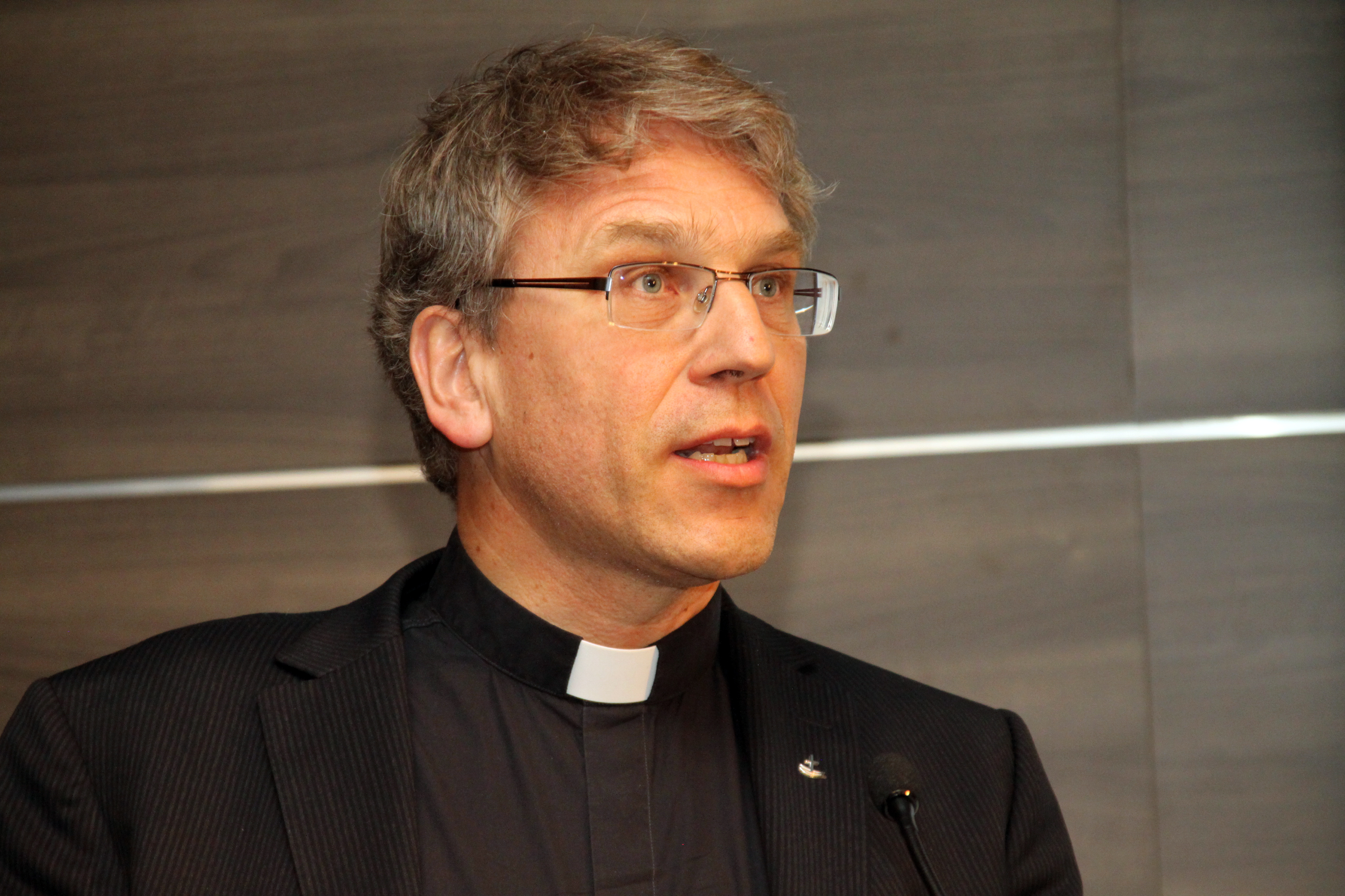
Olav Fykse Tveit

Olav Fykse Tveit effectue son service militaire comme aumônier militaire (1987), avant d'être pasteur à Haram de 1988 à 1991. 
Il a ensuite diverses fonctions dans l'Église de Norvège : secrétaire de la commission sur la doctrine (1999-2000), de la commission sur les relations Église–État (2001-2002), secrétaire général du Conseil sur l'œcuménisme et les relations internationales (2002-2009). Il est présent dans diverses organisations du mouvement œcuménique et interreligieux. 
Au niveau international, il est engagé dans deux instances du COE : la commission Foi et Constitution, et le Forum œcuménique Palestine/Israël.
Il a été élu septième secrétaire général du Conseil œcuménique des Églises en août 2009, à la suite de Samuel Kobia. À 50 ans, il est le plus jeune secrétaire général depuis Willem Visser’t Hooft qui a accompagné la fondation du COE en 1948. Il entre en fonction le 1er janvier 2010. Réélu à ce poste en juillet 2014, il démissionne en mars 2020 et devient Preses (président) de la Conférence des évêques norvégiens.

## Publications
- (en) Mutual Accountability as Ecumenical Attitude. A Study in Ecumenical Ecclesiology Based on Faith and Order Texts 1948-1998, (thèse), Oslo, The Norwegian Lutheran School of Theology, 2001